# Aenictus dirangensis
Aenictus dirangensis (лат.) — вид муравьёв-кочевников из рода Aenictus. Южная Азия (Индия; штат Аруначал-Прадеш, West Kameng district, Dirang, 27.3566º N,
92.23720º E, на высоте 1560 м).

## Описание
Длина рабочих около 3 мм. Голова, включая усики красновато-коричневые; мандибулы, мезосома темно-красновато-коричневые; петиоль, постпетиоль, брюшко и ноги желтовато-коричневые. От близких видов (Aenictus yangi, Aenictus khaoyaiensis, Aenictus wilaiae) отличается следующими признаками: метанотальная бороздка отчётливая; латеральные края проподеума более резко сходятся кзади; постпетиоль в профиль выпуклый; субпетиолярный отросток субпрямоугольный с острыми передними и тупыми задними углами; жвалы с 2—6 зубцами. Промезонотум гладкий и блестящий. Усики 10-члениковые. Голова и брюшко блестящие. Стебелёк между грудью и брюшком у рабочих состоит из двух члеников, а у самок и самцов — из одного (петиоль). Вид был впервые описан в 2023 году индийскими мирмекологами Таруном Дхадвалом и Химендером Бхарти (Department of Zoology and Environment Sciences, Punjabi University, Патиала, Индия). Включён в состав видовой группы Aenictus ceylonicus, крупнейшей среди всех групп рода Aenictus (в группе около 40 из примерно 200 всех его видов).